# 上海展覧センター
上海展覧センター（シャンハイてんらんセンター、簡体字中国語: 上海展览中心、拼音: Shànghǎi Zhănlăn Zhōngxīn）は、中華人民共和国上海市静安区延安西路に位置する展示場。ソビエト連邦の経済的・技術的援助を受け、「中ソ友好記念会館（中国語: 中苏友好大厦）」として1954年5月4日に着工、1955年3月5日に竣工した。

## 建築
- 敷地は、元々は英国籍のユダヤ系（セファルディム）富豪、シラス・アーロン・ハードゥーン（en:Silas Aaron Hardoon、1849-1931年）の私有の庭園「アイリー・ガーデン」（1904年着工、1910年竣工）であった。1915年、ハードゥーンは中国古代文学を主に教える教育施設「倉聖明智大学」をここに設立したが、ハードゥーン夫妻の死と太平洋戦争の勃発に伴う日本軍の占領（1941年）等によって、その後荒廃した。
- 1959年に上海市の決定により常設の工業展示場とされ、1968年に「上海展覧館」、1978年に「上海市工業展覧館」と順次改名され、1984年に現在の「上海展覧中心」とされた。
- 先細りの塔状の中央ホールを中心軸上に配置した典型的なスターリン様式となっている。両翼部には展示室、映画館、会議室等がある。
- 設計はソ連の建築家が行ったが、中国現地の対応は華東建築設計研究院が担当した。
- 敷地面積93,000m2、延床面積80,000m2の規模である。
- 同時期にソビエト連邦の援助を受けた建物に、北京市の北京展覧館がある。

## アクセス
上海軌道交通2号線
 上海軌道交通7号線
 上海軌道交通14号線
- 静安寺駅4号口より徒歩10分